# 保険調査員 しがらみ太郎の事件簿
『保険調査員 しがらみ太郎の事件簿』（ほけんちょうさいん しがらみたろうのじけんぼ）は、1996年から1997年までTBS系「月曜ドラマスペシャル」で放送されたテレビドラマシリーズ。全3回。主演は小林稔侍。

## あらすじ
保険会社の契約管理課に勤務する白髪太郎（小林稔侍）、通称は「しがらみ太郎」。
表向きは保険セールスレディーたちを接待し、契約成績アップを促すのが仕事。
裏では保険金に関する辣腕調査員。そして何か事件が起こるとき、現場での彼の“目”は鋭い。しかし、裏の姿は、職場の仲間や家族は知る由もない。
そんなある日、松江支社のセールスレディーの接待で松江に行くよう指示を受ける。それは表向きのものであって、実際は保険金の調査であった。

## キャスト

### 協和生命
白髪太郎
演 - 小林稔侍
品川支社契約管理課課長。通称「しがらみ太郎」。表向きはセールスレディーの接待係をしているが、裏では保険金の辣腕調査員である。故郷は金沢。
田代美佐江
演 - 麻生祐未（第1作・第3作）
本社調査部。
後藤忠雄
演 - 勝部演之
品川支社常務。

### 白髪家
白髪あゆみ
演 - 木下奈緒子（第1作）、内木場利奈（第2作・第3作）
白髪の娘。
白髪聡子
演 - 岡本麗
白髪の妻。

### ゲスト
第1作「出雲松江殺人事件」（1996年）
- 鈴子 - 阿知波悟美
- 倉田香織（倉田の娘・松江のペットショップ勤務） - 西野妙子
- 吉岡浩二（帝信リサーチ調査 調査員） - 冨家規政
- セールスレディー - 石井トミコ、川俣しのぶ
- 倉田源三 - 田村元治
- 金山（帝信リサーチ調査 所長） - 水島涼太
- 長沼義和（松江温泉旅館「神の湯」主人） - 下川辰平
- 長沼加代子（長沼の妻・松江温泉旅館「神の湯」女将） - 阪上和子
- 田中 - 松美里杷
- 刑事 - 長棟嘉道
- 桜井（松江支社 支社長） - 河原さぶ

第2作「金沢・能登殺人事件」（1996年）
- 西崎真理子（本社調査部） - 渡辺美奈代
- 吉田茂雄（魚屋） - 中原丈雄
- 野村（金沢東警察署 刑事・白髪太郎の甥） - 前田耕陽
- 佐藤武雄（佐藤総合病院 院長） - 北村総一朗
- 永井徳一郎（北陸中央銀行 支店長） - 山本龍二
- 京子（店員） - 小林千晴
- 高野葉子（白髪聡子の友人） - 根岸季衣
- 斉藤弓子（金沢の保険販売員・白髪太郎の高校時代の同級生） - 丘みつ子

第3作「讃岐殺人事件」（1997年）
- 金子美登里（協和生命 社員） - 西尾まり
- 若林（高松警察署 刑事） - 布川敏和
- 米田俊夫（米田鉄筋 経営者） - 大鷹明良
- 新井鏡子（米田の愛人） - 中尾貴美子
- 米田俊一（米田の息子） - 松本潤
- 米田恵理（米田の妻） - 余貴美子
- 野沢善幸（米田鉄筋 専務） - 河原崎建三
- 中野光男（外車輸入業経営者） - 萩原流行
- 大森うたえもん

## スタッフ
- 脚本 - 土屋斗紀雄、田中江里夏（第3作）
- 演出 - 中山史郎（第1作）、西本淳一（第2作）、吉田使憲（第3作）
- プロデューサー - 大川博史
- 製作 - アズバーズ、TBS

## 放送日程
| 話数 | 放送日         | サブタイトル       | 脚本                  | 演出     |
| ---- | -------------- | ------------------ | --------------------- | -------- |
| 1    | 1996年02月05日 | 出雲松江殺人事件   | 土屋斗紀雄            | 中山史郎 |
| 2    | 10月21日       | 金沢・能登殺人事件 | 土屋斗紀雄            | 西本淳一 |
| 3    | 1997年04月28日 | 讃岐殺人事件       | 土屋斗紀雄 田中江里夏 | 吉田使憲 |